# 151 v. Chr.
Portal Geschichte | Portal Biografien | Aktuelle Ereignisse | Jahreskalender | Tagesartikel

◄ |
3. Jahrhundert v. Chr. |
2. Jahrhundert v. Chr. |
1. Jahrhundert v. Chr. |
►

◄ | 170er v. Chr. | 160er v. Chr. | 150er v. Chr. | 140er v. Chr. |
130er v. Chr. |
►

◄◄ | ◄ | 154 v. Chr. | 153 v. Chr. | 152 v. Chr. | 151 v. Chr. |
150 v. Chr. |
149 v. Chr. |
148 v. Chr. |
► |
►►
Staatsoberhäupter

## Ereignisse
- Publius Cornelius Scipio Aemilianus Africanus der Jüngere bietet in einer Zeit der Katastrophen der Römer auf der iberischen Halbinsel (Spanischer Krieg) freiwillig seine Dienste in der Provinz an und entwickelt bald einen Einfluss auf die iberischen Stämme ähnlich wie der ältere Scipio, sein Adoptivgroßvater, fast 60 Jahre zuvor.
- Andriskos gibt sich als Sohn von Perseus aus, des letzten Königs von Makedonien, und usurpiert die Königswürde.